# Българска носия
Българска традиционна носия нарича народното облекло на българина от Възраждането до към средата на 20 век, включително та чак до наши дни. То отразява спецификата, традиционната култура и бита на българския народ.

## История
Според етнографите произходът му е главно балкански, като се откриват и следи от облеклото на народите, с които българите са били в контакт – турци, гърци, албанци и власи. По своя характер носията е всекидневното работно облекло, което чрез художествена украса придобива празничен вид. Отличава се с изключителната си практичност при трудова дейност, традиционни обреди и празненства. Носията бива мъжка и женска, празнична и всекидневна, като във всяка една от българските етнографски области те се отличават със своя специфика и самобитност. След Освобождението през 1878 настъпват значителни промени под влияние на градското облекло. Днес носиите се използват при художествена самодейност, някои от художествените елементи – в приложното изкуство, художествените занаяти и по-рядко в съвременното облекло.

## Класификация
Мъжките носии се класифицират в две основни групи, в рамките на които има множество регионални особености – чернодрешна носия в повечето български територии и белодрешна носия на северозапад, – а женските – в три групи – двупрестилчена (в Северна България), сукманена (в средните и източни части на страната) и саичена носия (в Родопите и Югозападна България).

## Галерия
- Носия на балканджия от Тетевенско, 1908
- Носия на мъж и жена от Ихтиманско, 1915
- Учителят Цветан Константинов с ученици в традиционни носии от село Михайлово, област Враца, 1939
- Празник в село Кайнарджа, област Силистра – април 1941
- Носии на млад мъж и жена от Врачанско, края на 19 век
- Мияшка народна носия от Дебърско, началото на 20 век
- Традиционна престилка от село Кочан, Чечко
- Традиционни родопски терлици от село Върбина, Смолянско
- Сарафлъци от Ослековата къща в Копривщица